# Chlum (Frýdlantská pahorkatina)
Chlum (německy Hoher Hain nebo Glitzbusch) o nadmořské výšce 495,3 metrů je nápadný vrch ve Frýdlantské pahorkatině mezi Raspenavou a Ludvíkovem pod Smrkem. V minulosti býval znám také pod jménem Hradec. Je jedním ze tří znělcových výlevů Frýdlantska. Raspenavský geolog Josef Blumrich ve zdejším lomu nalezl roku 1893 v té době neznámý minerál hainit (nazvaný podle německého názvu naleziště).
Chlum je znám jako archeologické naleziště, nacházejí se zde nepříliš zřetelné valy keltského hradiště z doby na přelomu 2. a 1. tisíciletí př. n. l., byly zde nalezeny také bronzové a železné nástroje z tohoto období. Oblast je oplocená a nepřístupná, po několik desetiletí zde byly armádní muniční sklady. Dnes je dominantou přírodního parku Peklo. Na jihozápadním úpatí vrchu roste památný strom – Čapkův dub pod Chlumem.